# Stora Käringevattnet
Stora Käringevattnet är en sjö i Dals-Eds kommun i Dalsland och ingår i Göta älvs huvudavrinningsområde. Sjön är 25 meter djup, har en yta på 0,373 kvadratkilometer och befinner sig 120 meter över havet. Stora Käringevattnet ligger i Stora Le Natura 2000-område. Sjön avvattnas av vattendraget Stamnåraälven.

## Delavrinningsområde
Stora Käringevattnet ingår i det delavrinningsområde (655075-127825) som SMHI kallar för Mynnar i Stora Le/Foxen. Medelhöjden är 151 meter över havet och ytan är 8,47 kvadratkilometer. Räknas de 8 avrinningsområdena uppströms in blir den ackumulerade arean 52,37 kvadratkilometer. Stamnåraälven som avvattnar avrinningsområdet har biflödesordning 3, vilket innebär att vattnet flödar genom totalt 3 vattendrag innan det når havet efter 287 kilometer. Avrinningsområdet består mestadels av skog (88 procent). Avrinningsområdet har 0,9 kvadratkilometer vattenytor vilket ger det en sjöprocent på 10,6 procent.